# Lutz Jahoda
Lutz Jahoda (* 18. Juni 1927 in Brünn, Tschechoslowakei) ist ein deutscher Schauspieler, Entertainer, Sänger und Autor. Wegen seiner beliebten Interpretationen der Chansons und Wienerlieder von Hermann Leopoldi wird er auch der „Peter Alexander der DDR“ genannt.

## Leben

### Frühe Jahre und Theater
Lutz Jahoda wuchs in einer deutschmährischen Familie in Brünn auf. Sein Großvater war dort Jurist, sein Vater arbeitete im Uniform-Depot. Er sprach fließend Tschechisch, Jahoda lernte die Sprache ebenfalls und trat später auch im tschechoslowakischen Fernsehen auf. Er absolvierte in Brünn eine Ausbildung zum Einzelhandelskaufmann, obwohl sein Berufswunsch Journalist war. Er pflegte als Kleindarsteller Kontakte zu einer Theaterbühne und erhielt 1944 an den Kammerspielen eine erste Sprechrolle an der Seite von Hilde Engel, der Mutter von Frank Elstner, in der Reimkomödie Die goldene Eva. Nach dem Ende des Zweiten Weltkriegs, im August 1945 traf er in Wien, der Heimatstadt seiner Mutter, mit der Familie Elstner zusammen. Jahoda nahm hier privaten Schauspielunterricht bei Erich Elstner und Hilde Engel-Elstner. 1946 zog er mit den Elstners nach Berlin und wollte hier eigentlich eine Reporterstelle in der Redaktion des Nachtexpress antreten. Ein Rollenangebot des Theaters am Nollendorffplatz kam dem jedoch zuvor. Jahoda setzte nun seine schauspielerische Ausbildung fort, ergänzt durch ein Ballettstudium im Studio Arne von Molander.
Am Theater der Altmark in Stendal spielte Jahoda 1947 Hauptrollen im Operettenfach, war somit jüngster Operettenbuffo im deutschsprachigen Raum. Da er jedoch noch nicht 21 Jahre alt und damit nicht volljährig war, unterschrieb Erich Elstner den ersten Vertrag für ihn. Weitere Stationen waren das Volkstheater Halberstadt, das Zimmertheater Garmisch-Partenkirchen und 1955 schließlich das Großstadtengagement am Operettenhaus in Leipzig, von wo aus sich erste Kontakte mit dem Mitteldeutschen Rundfunk als Sänger und Textautor ergaben.

### Film und Fernsehen
1955 wirkte Lutz Jahoda in den ersten Fernsehversuchsreihen des DFF in Berlin-Adlershof mit und war seit 1957 freischaffend als Autor, Sänger und Schauspieler für den Rundfunk, für das Fernsehen und Schallplattenfirmen tätig. Der Friedrichstadtpalast Berlin engagierte ihn mehrfach, 1961 erhielt er an der Seite von Horst Drinda seine erste Hauptrolle in einem Kinofilm (Das verhexte Fischerdorf). 1972 startete Jahoda erneut als Entertainer – diesmal mit einer eigenen Fernsehshow, die er Mit Lutz und Liebe nannte, gemeinsam mit Heinz Quermann gestaltete und zehn Jahre lang als Autor, Moderator und Sänger betreute.
Parallel dazu moderierte er mit Heidi Weigelt die TV-Reihe Der Wunschbriefkasten. Mit Heinz Quermann als Redakteur der TV-Reihe Spiel mir eine alte Melodie und Jahoda als Autor lief eine zwölfteilige Samstagabendshow, diesmal live in der Stadthalle Karl-Marx-Stadt. 1976 überzeugte er als Schauspieler in der Rolle des Intendanzhauptmanns Leopold von Vrbata im Fernsehdreiteiler Abschied vom Frieden an der Seite von Angelica Domröse, Angelika Waller und Manfred Krug. In der Fernsehlustspielreihe Drei reizende Schwestern war er von 1986 bis 1990 in vier Folgen in einer wiederkehrenden Rolle als Meinhard Seidenspinner zu sehen.
Jahoda wirkte auch in vielen Hörspielen des DDR-Rundfunks mit, gestaltete Rundfunksendungen als Autor und Moderator und übersetzte im Auftrag Prager Schallplattenfirmen tschechische Lieder ins Deutsche, etwa für den Fernsehmoderator Eduard Hrubeš, in dessen Sendungen er auftrat.
Nach der Wiedervereinigung moderierte er bis Mitte der 1990er-Jahre noch einige große Musiksendungen und trat zwischen 1995 und 2002 unregelmäßig in einigen Fernsehproduktionen für den Mitteldeutschen Rundfunk (MDR) auf, arbeitete als Autor und Moderator für den Berliner Sender Radio 50plus, zog sich aber immer mehr ins Privatleben zurück. 2002 war er auf Einladung von Intendant Heiko Reissig Gaststar und Moderator bei den neugegründeten „Elblandfestspielen Wittenberge“ (RBB-Fernsehgala).

### Tätigkeit als Schriftsteller
Im Jahr 2001 schrieb Jahoda seine Memoiren, Lutz im Glück und was sonst noch schieflief, und produzierte eine CD unter dem Titel Die Welt will nur noch Show. Im Februar 2007 lief nahezu allabendlich in der Komödie Dresden sein Theaterstück Fernsehkommissare haben’s gut. Im Herbst 2009 erschien seine Romantrilogie Der Irrtum – bestehend aus Teil 1: Das Schöne war nichts als des Schrecklichen Anfang, Teil 2: Die Hütte Gottes bei den Menschen und Teil 3: Nur die Toten durften bleiben – in einer Lesung vorgestellt am 27. Januar 2010 im Auditorium der Tschechischen Botschaft Berlin, moderiert von Gisela Steineckert. Der Roman stellt anhand der Geschichte der Familie Vzor die Entwicklung im damaligen Protektorat Böhmen und Mähren zwischen 1939 und 1945 dar und ist sowohl als Beitrag zur Völkerverständigung als auch zur Erinnerung für die jüngere Generation gedacht.
Jahoda war Autor der kommunistisch-sozialistischen Monatsschrift RotFuchs.

### Mitgliedschaften
Jahoda gehörte zu den prominenten Mitgliedern der DDR-Blockpartei National-Demokratische Partei Deutschlands (NDPD), der er von 1966 an angehörte. Von 1994 bis 2009 war Jahoda Vorsitzender des Paul-Nipkow-Teleclubs e. V., einer Vereinigung ehemaliger Fernsehmitarbeiter des DFF, die sich des Adlershofer Nachlasses annahmen und mit der Ausstellung „Es gab nicht nur den Schwarzen Kanal“ an 39 Adlershofer Fernsehjahre erinnerten. Ende Juni 2009 beendete der Verein seine Tätigkeit, ein Teil der Mitglieder wechselte zum Förderverein des Sender- und Funktechnikmuseums Königs Wusterhausen, wo die Exponate der früher größten Fernsehanstalt Europas ihre endgültige Heimstatt fanden.
Im Jahre 2017, anlässlich seines 90. Geburtstages, wurde Lutz Jahoda, auf Vorschlag des Kuratoriums, als ordentliches Ehrenmitglied der Europäischen Kulturwerkstatt (EKW) Berlin-Wien (www.europaeische-kulturwerkstatt.de) berufen. Die öffentliche Ehrung fand im Rundfunkmuseum Königs Wusterhausen bei Berlin statt.

### Privates
Lutz Jahoda ist seit 1999 in sechster Ehe verheiratet und hat vier Söhne. Sein zweiter Sohn Peter Jahoda (1953–1991) war ebenfalls als Schauspieler tätig.
Jahoda lebt mit seiner 44 Jahre jüngeren Frau Eva (* 1971) und dem gemeinsamen Sohn Fabian (* 1998) südöstlich von Berlin in Heidesee, Ortsteil Wolzig.

## Filmografie
- 1960: Der Doppelsänger
- 1962: Das verhexte Fischerdorf
- 1966: Grünes Licht für gute Laune (TV-Show)
- 1968: Hauptmann Florian von der Mühle
- 1971: Husaren in Berlin
- 1972–1982: Mit Lutz und Liebe (TV-Show)
- 1979: Abschied vom Frieden (TV-Dreiteiler)
- 1986: Polizeiruf 110: Das habe ich nicht gewollt (TV-Krimireihe)
- 1986: Drei reizende Schwestern: Eine alte Fregatte (TV-Reihe)
- 1986: Ein stilles Wochenende
- 1987: Drei reizende Schwestern: Trick 17
- 1988: Drei reizende Schwestern: Willkommen im Rampenlicht
- 1988: Liebling, mir fehlen die Worte
- 1990: Drei reizende Schwestern: Das blaue Krokodil
- 1996: Das Erbe des Försters (Babelsberger Filmhochschule)
- 1996: Ein Biest mit Silberblick
- 2002: In aller Freundschaft (Fernsehserie, Folge 133: Ein verlockendes Angebot)

## Hörspiele
- 1978: Karel Čapek: Taschenspiele (Das Kerlchen) – Regie: Joachim Staritz (Hörspiel – Rundfunk der DDR)
- 1985: Gerhard Rentzsch: Darf ich wieder zu Napoleon? – Nachmittagsplaudereien auf Sankt Helena (Marchand) – Regie: Joachim Staritz (Hörspiel – Rundfunk der DDR)
- 1987: Michael Köhlmeier: Veltliner und Betrogen (Betrogen) – Regie: Joachim Staritz (Hörspiel – Rundfunk der DDR)
- 1988: Rainer Koch: Honzas Traum (Pepik) – Regie Joachim Staritz – Regie: Horst Liepach (Hörspiel – Rundfunk der DDR)
- 1989: Fritz Rudolf Fries: Wer hat auf Jules Verne geschossen – Regie: Horst Liepach (Hörspiel – Rundfunk der DDR)
- 1990: Endre Vészi: Der eine Abend und der andere (Pavlánszky) – Regie: Peter Groeger (Hörspiel – Funkhaus Berlin)
- 1990: Valerie Radtke: Mein großer Brief (Vater) – Regie: Horst Liepach (Hörspiel – Funkhaus Berlin)
- 1991: Christoph Gahl: Marlens Clown (Marcel) – Regie: Barbara Plensat (Hörspiel – Funkhaus Berlin)
- 1991: Margit Schreiner: Da gehen Schiffe unter mitten in der Wüste (Reisebüro-Angestellter) – Regie: Götz Fritsch (Hörspiel – Funkhaus Berlin)
- 1993: James Thurber: Ein Mond für Prinzessin Leonore (Zauberer) – Regie: Walter Niklaus (Hörspiel – MDR)
- 1994: Gianni Rodari: Das Geheimnis der Stimmen (Anselmo) – Regie: Christoph Dietrich (Hörspiel – MDR)

## Bücher
- 1973: Mit Lust und Liebe. Henschelverlag, Berlin
- 2001: Lutz im Glück und was sonst noch schieflief. (Autobiografie, mit einem Vorwort von Frank Elstner), Verlag Das Neue Berlin, ISBN 3-360-00961-4.
- 2007: Fernsehkommissare haben’s gut. Komödie, Uraufführung 2. Februar 2007 in der Komödie Dresden.
- 2009: Der Irrtum. (Romantrilogie), Verlag Edition Lithaus, Berlin, ISBN 978-3-939305-02-6.
- 2010: Fernsehkommissare haben’s gut. (Neubearbeitung als Roman), Verlag Edition Lithaus, Berlin, ISBN 978-3-939305-72-9.
- 2012: Up & Down. Verlag Edition Lithaus, Berlin, ISBN 978-3-939305-75-0.
- 2017: Lustig ist anders. Verlag Books On Demand, Norderstedt, ISBN 978-3-7448-3766-8.